# Dagesch
| שִׁיר הַֽמַּעֲלֹות הִנֵּה מַה־טֹּוב וּמַה־נָּעִים שֶׁבֶת אַחִים גַּם־יָֽחַד׃                                                   |
| Hebräischer Bibeltext mit vier starken und einem leichten Dagesch sowie einem Schuruq (Ps 133,1 ) |

Das (auch: der) Dagesch (hebräisch דָּגֵשׁ), Plural Degeschim, ist ein diakritisches Zeichen im vokalisierten hebräischen Text. Es wird als Punkt geschrieben, der ins Innere eines Konsonantenzeichens gesetzt wird, um eine Verdoppelung des Konsonanten oder aber eine harte, d. h. nicht spirantisierte Aussprache der Buchstaben Beth, Gimmel, Daleth, Kaph, Pe, Taw anzuzeigen.
Es gibt zwei weitere diakritische Zeichen, die als Punkt in hebräischen Schriftzeichen erscheinen, die nicht mit dem Dagesch verwechselt werden sollten:
- Schuruq (auch Schureq) (hebräisch שׁוּרוּק) besteht aus einem Waw mit einem Punkt darin (וּ). Dieses zeigt an, dass Waw als mater lectionis für den langen Vokal u verwendet wird;
- Mappiq (hebräisch מַפִּיק) ist ein Punkt in einem He am Wortende (הּ). Dieses bedeutet, dass He nicht Ersatz für einen langen Vokal am Wortende ist (mater lectionis), sondern als hörbarer Konsonant h ausgesprochen wird.

Dagesch, Mappiq und der Punkt im Schuruq werden in Unicode nicht unterschieden und haben die gemeinsame Position U+05BC.

## Dagesch forte (starkes Dagesch) (דגש חזק)

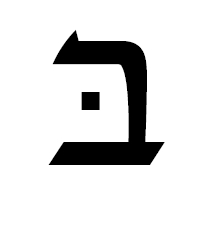
Bet mit Dagesch

Steht das Dagesch in einem Konsonanten inmitten eines Wortes nach einem in der Regel kurzen Vokal, so zeigt es an, dass dieser Konsonant verdoppelt ist. Ein solches Dagesch heißt starkes Dagesch (דגש חזק Dagesch chasaq, lat. Dagesch forte). Es ändert bei den meisten Konsonanten zumindest heute nichts an der Aussprache; in manchen Traditionen der Aussprache des biblischen Hebräisch werden solche Konsonanten aber hörbar geminiert. Die Konsonantenverdopplung ist vor allem für die Aufteilung in Silben wichtig: die vorangehende Silbe endet im Doppelkonsonanten und die folgende beginnt bereits dort. „Silben“ sind dabei nicht unbedingt tatsächliche Sprechsilben, sondern dienen dazu, die Vokalisationszeichen und gegebenenfalls das Dagesch richtig zu setzen.
Die Konsonanten Alef, He, Chet, Ajin und Resch tragen nie ein Dagesch. Oft wird dann der vorangehende Vokal gedehnt, damit Vokallänge und Konsonantenverdoppelung wieder zusammenpassen, z. B. minnazrat („aus Nazaret“) mit kurzem i und starkem Dagesch im Nun, aber mechevron („aus Hebron“) mit langem e, weil das Chet kein Dagesch nimmt. Dass die langen Vokale heute meist doch kurz gesprochen werden, steht auf einem anderen Blatt.
Starkes Dagesch steht hauptsächlich
- in einem Konsonanten, der durch Kontraktion zweier aufeinanderfolgender gleicher Konsonanten entstanden ist (z. B. unten im Abschnitt Beispiele am Ende der Tabelle die Wortformen von לב lev, deutsch ‚Herz‘);
- in einem Konsonanten, vor dem ein anderer Konsonant, fast immer ein Nun, weggefallen ist (z. B. vergleiche man die Wortformen נָתַן natan, deutsch ‚er hat gegeben‘ und יִתֵּן jitten, deutsch ‚er wird geben‘);
- in einigen Wörtern als fester Bestandteil des Wortes (z. B. im Textbeispiel oben am Artikelanfang im Wort הִנֵּה hinne, deutsch ‚siehe‘), oft etymologisch ein Resultat einer Kontraktion wie in den beiden vorangegangenen Punkten;
- im mittleren der drei Konsonanten einer Wortwurzel in einigen Genera Verbi (z. B. unten im Hitpael הִתְכַּתַּבְתֶּם hitkattavtem, deutsch ‚ihr habt einander geschrieben‘);
- im ersten Konsonanten nach einigen Vorsilben, insbesondere dem Artikel ha- (z. B. oben הַֽמַּעֲלֹות hamma'alot, deutsch ‚die Stufen‘) und dem Fragewort ma (z. B. oben טֹּוב tov, deutsch ‚gut‘ und נָּעִים na'im, deutsch ‚lieblich‘), der Präposition mi- (z. B. unten מִכְּתֹב mikktov, deutsch ‚vom Schreiben‘) sowie dem Relativpronomen sche- (z. B. שֶלּךָ schellcha, deutsch ‚das dir gehört‘);
- in wenigen, aber häufigen Wörtern nach langem Vokal, dann meist auf der Silbe davor betont (z. B. לָמָּה lāmma, deutsch ‚warum‘ und אֵלֶּה ēlle, deutsch ‚diese‘).

Am Wortende fällt starkes Dagesch fast immer weg, erscheint aber geminiert (mit Dagesch) oder doppelt (als zwei gleiche Konsonanten) in abgeleiteten Wortformen (z. B. unten die Formen von לב lev, deutsch ‚Herz‘).

### Begadkefat (בגדכפ״ת)
Bei den Konsonanten Bet, Gimmel, Dalet, Kaf, Pe und Taw (kurz Begadkefat בגדכפ״ת genannt) hat die Verdoppelung die Nebenwirkung, dass auf jeden Fall einer der Plosive [⁠b⁠], [⁠g⁠], [⁠d⁠], [⁠k⁠], [⁠p⁠] und [⁠t⁠] und nicht der zugehörige Frikativ [⁠v⁠], [⁠ɣ⁠], [⁠ð⁠], [⁠x⁠], [⁠f⁠] bzw. [⁠θ⁠] ausgesprochen wird.
In der heutigen israelischen Aussprache wird diese Spirantisierung nur noch bei Bet/Vet, Kaf/Chaf und Pe/Fe gemacht, während Gimmel, Dalet und Taw immer als Plosive gesprochen werden. Die Aussprache eines Schluss-Taw als [s] im Jiddischen und Deutschen (jidd. Schabbes für hebr. schabbat, jidd./dt. Stuss für hebr. schtut) kommt aus der aschkenasischen Aussprache des Hebräischen und zeigt, dass auch Taw ein Frikativ sein kann. Im Deutschen wird in biblischen Namen beim Bet der Frikativ nicht verwendet (Abraham, nicht Avraham), beim Kaf und Pe aber schon (Micha, nicht Mika; Josef, nicht Josep).

## Dagesch lene (leichtes Dagesch) (דגש קל)
Die oben beschriebene Aussprache eines Begadkefat als Plosiv tritt nicht nur bei starkem Dagesch auf, sondern oft auch sonst am Wort- oder Silbenanfang. Auch diese Aussprache wird mit Dagesch bezeichnet. Ein solches Dagesch heißt dann leichtes Dagesch (hebr. דגש קל Dagesch qal, lat. Dagesch lene). Für die Unterscheidung Bet–Vet, Kaf–Chaf und Pe–Fe ist es nicht wichtig zu wissen, um welche Sorte Dagesch es sich handelt. Leichtes Dagesch wird gegebenenfalls auch bei Gimmel, Dalet und Taw gesetzt, obwohl es bei diesen Buchstaben keinen Unterschied in der Aussprache anzeigt.
Das leichte Dagesch steht nur am Wortanfang oder am Silbenanfang nach ruhendem Schwa (Schwa quiescens), also nie inmitten eines Wortes nach einem Vokal wie ein starkes Dagesch.
Die verschiedenen Arten von Schwa und die Folgen für leichtes Dagesch im nachfolgenden Begadkefat gehorchen folgenden Regeln:
- Am Wortanfang trägt ein Begadkefat ein leichtes Dagesch (im biblischen Hebräisch nicht immer).
- Steht ein Schwa bei einem Konsonanten ohne Dagesch, der einem kurzen Vokalzeichen (Patach, Segol, Chireq ohne Jod, Qamaz qatan, Qubbuz) folgt, so ist es ein ruhendes oder schwebendes Schwa, das eine geschlossene Silbe abschließt. Im nächsten Absatz wird diskutiert, wann dann ein nachfolgender Begadkefat ein Dagesch trägt.
- Jedes Schwa in einer anderen Position als in der vorigen Regel ist bewegt (Schwa mobile), und ein nachfolgender Begadkefat trägt kein leichtes Dagesch.

Nach ruhendem oder schwebendem Schwa wird unterschieden:
- Folgt nur noch ein Begadkefat als letzter Buchstabe des Wortes, so trägt dieser ein leichtes Dagesch und ein ruhendes Schwa.
- Tritt ein aus Konsonant und Schwa bestehendes Präfix vor ein Wort (oder einen Teil eines Wortes), dessen Anfangskonsonant ein Schwa trägt, so wird das hinzugefügte Schwa zu Chireq. Dabei können zwei Fälle auftreten:
  - Dient das hinzutretende Präfix zur Wortbildung oder zur Konjugation eines Verbs, so bildet es eine neue geschlossene Silbe zusammen mit dem bisherigen Anfangskonsonanten. Dessen bisher bewegtes Schwa wird dabei ruhend, und ein nachfolgender Begadkefat erhält ein Dagesch.
  - Ist das hinzutretende Präfix eine Präposition l- (zu), b- (in) oder k- (wie) vor einem Substantiv, so wird das Schwa des bisherigen Anfangskonsonanten zu einem schwebenden Schwa, und ein nachfolgender Begadkefat bleibt ohne Dagesch. Infinitive gelten nach b- oder k- als Substantive, nicht aber nach l-.
- Fällt der Vokal zwischen den beiden letzten Stammkonsonanten eines Substantivs weg, wird er also durch ein Schwa ersetzt, so ist dieses im Plural schwebend, im Singular und im Dual dagegen ruhend. Diese Regel betrifft vor allem Segolata, wird aber auch analog auf Wörter mit Qamaz in der Endsilbe angewandt wie z. B. כנף kanaf, deutsch ‚Flügel‘ oder ברכה bracha, deutsch ‚Segen‘. Sie hat bei einigen Wörtern Ausnahmen.
- Der dritte Wurzelkonsonant eines Verbs trägt kein leichtes Dagesch. (Steht er nach Schwa, so ist das fast immer ein bewegtes, sonst aber ein schwebendes.)
- Das Kaf in den Possessivendungen -cha, -chem und -chen bekommt nie ein leichtes Dagesch.

## Beispiele
Hier sind Beispiele für die wichtigsten Fälle, in denen starkes oder leichtes Dagesch steht. Die Spalte „Wortform“ enthält die vokalisierte Schreibung; sie ist für biblisches und modernes Hebräisch gleich. In der Spalte „Dagesch?“ wird für die Konsonanten mit starkem Dagesch und für alle Begadkefat der Grund angegeben, warum ein Dagesch steht oder keines. Die Übersetzung mit deutschem Perfekt oder Futur ist im biblischen wie im modernen Hebräisch eine mögliche Bedeutungsvariante.
Die Umschrift ist zum leichten Lesen für deutsche Leser gedacht. Ein Akut bezeichnet die betonte Silbe; sonst ist die letzte Silbe betont. Um den Einfluss des Dagesch auf die Aussprache zu zeigen, ist starkes Dagesch durch Verdoppelung des Konsonanten dargestellt und es sind alle bewegten Schwa als „ᵉ“ oder „ë“ wiedergegeben – letzteres, wenn sie auch in heutiger israelischer Aussprache als kurzer e-Laut gesprochen werden. Man erhält also eine traditionelle, der tiberiensischen ähnliche Aussprache, wenn man alle „ᵉ“ und „ë“ mit ausspricht und die doppelten Konsonanten, besonders die Sonoranten, deutlich länger spricht (nicht jedoch zweimal). Für die moderne Aussprache lässt man die „ᵉ“ weg und spricht die doppelten Konsonanten wie einfache aus.
| Wurzel              | Wortform   | Dagesch?                                         | Umschrift      | Übersetzung                   |
| ------------------- | ---------- | ------------------------------------------------ | -------------- | ----------------------------- |
| כתב katav schreiben | כּוֹתְבִים     | כ: Anfang – ת: kein – ב: bewegt                  | kotᵉvim        | Schreibende (masc pl)         |
| כתב katav schreiben | כָּתַבְתִּי      | כ: Anfang – ת: kein – ב: kein – ת: ruhend        | katávti        | ich habe geschrieben          |
| כתב katav schreiben | כָּתַבְתְּ       | כ: Anfang – ת: kein – ב: kein – ת: ruhend        | katavt         | du (fem) hast geschrieben     |
| כתב katav schreiben | כָּתְבָה       | כ: Anfang – ת: kein – ב: bewegt                  | katᵉva         | sie hat geschrieben           |
| כתב katav schreiben | יִכְתְּבוּ      | כ: kein – ת: ruhend – ב: bewegt                  | jichtëvu       | sie werden schreiben          |
| כתב katav schreiben | כִּתְבוּ       | כ: Anfang – ת: kein – ב: schwebend               | kitvu          | schreibt!                     |
| כתב katav schreiben | הִכְתִּיב      | כ: kein – ת: ruhend – ב: kein                    | hichtiv        | er hat diktiert               |
| כתב katav schreiben | הִתְכַּתַּבְתֶּם    | ת: kein – כ: ruh. – ת: stark – ב: kein – ת: ruh. | hitkattavtem   | ihr habt einander geschrieben |
| כתב katav schreiben | כְּתוּבִים     | כ: Anfang – ת: bewegt – ב: kein                  | kᵉtuvim        | Schriften                     |
| כתב katav schreiben | הַכְּתוּבִים    | כ: stark – ת: bewegt – ב: kein                   | hakkᵉtuvim     | die Schriften                 |
| כתב katav schreiben | לִכְתוּבִים    | כ: kein – ת: schwebend – ב: kein                 | lichtuvim      | zu Schriften                  |
| כתב katav schreiben | לִכְתֹּב       | כ: kein – ת: ruhend – ב: kein                    | lichtov        | zu schreiben                  |
| כתב katav schreiben | בִּכְתֹב       | ב: Anfang – כ: kein – ת: schwebend – ב: kein     | bichtov        | beim Schreiben                |
| כתב katav schreiben | מִכְּתֹב       | כ: stark – תִ: bewegt – ב: kein                   | mikkᵉtov       | vom Schreiben                 |
| כתב katav schreiben | מִכְתָּב       | כ: kein – ת: ruhend – ב: kein                    | michtav        | Brief                         |
| כלב kelev Hund      | כַּלְבּוֹ       | כ: Anfang – ב: ruhend                            | kalbo          | sein Hund                     |
| כלב kelev Hund      | כְּלָבִים      | כ: Anfang – ב: kein                              | kᵉlavim        | Hunde                         |
| כלב kelev Hund      | כַּלְבֵי הַיַּלְדָּה | כ: Anfang – ב: schwebend – י: stark – ד: ruhend  | kalvé hajjalda | die Hunde des Mädchens        |
| לבב lev Herz        | לֵב         | ב: kein                                          | lev            | Herz                          |
| לבב lev Herz        | לִבּוֹת       | ב: stark – ת: kein                               | libbot         | Herzen                        |
| לבב lev Herz        | לְבָבוֹת      | ב: bewegt – ב: kein – ת: kein                    | lëvavot        | Herzen                        |

stark: starkes Dagesch
Anfang: leichtes Dagesch wegen Wortanfang
ruhend: leichtes Dagesch nach ruhendem Schwa
bewegt: kein Dagesch nach bewegtem Schwa
schwebend: kein Dagesch nach schwebendem Schwa

## Dagesch nach verbindendem Akzent, anderes starkes Dagesch (Bibeltexte)
Nach dem bisher Gesagten steht starkes Dagesch nie im Anfangskonsonanten eines Wortes, leichtes dagegen immer, falls dieser Konsonant ein Begadkefat ist. Beides gilt für moderne Texte uneingeschränkt, für die traditionelle Vokalisierung der Bibel jedoch nur, wenn das vorangehende Wort einen trennenden Akzent hat. Trägt jedoch das vorangehende Wort einen verbindenden Akzent und endet auf Vokal, dann werden beide Wörter gemeinsam betrachtet und es gibt ein paar Abweichungen für den Anfangskonsonanten des zweiten Wortes:
- Leichtes Dagesch steht nicht nach Vokal, so wie es ja innerhalb eines Wortes auch nicht nach Vokal steht; Beispiel: לֹא בְכֹחַ lo vechoach, deutsch ‚nicht mit Gewalt‘ (Sach 4,6 BHS), moderne Schreibung und Aussprache לֹא בְּכֹחַ lo bechoach.
- Starkes Dagesch steht oft im Anfangskonsonanten eines anfangsbetonten Wortes nach Vokal -a (Qamaz und He) oder -e (Segol und He), besonders wenn dieser unbetont ist.
- In einer Reihe von eher seltenen Spezialfällen steht ein starkes Dagesch; sie werden bei Gesenius ausführlich diskutiert.